# فاتيما بيرنانديس
فاتيما بيرنانديس (بالبرتغالية: Fátima Bernardes‏) (و. 1962  م) هي صحفية، ومذيعة أخبار برازيلية، ولدت في ريو دي جانيرو.

## التعليم
تعلمت في الجامعة الاتحادية لريو دي جانيرو
.

## جوائز
حصلت على جوائز منها:

الجائزة التذكارية للنساء ‏

## وصلات خارجية
- فاتيما بيرنانديس على موقع IMDb (الإنجليزية)
- فاتيما بيرنانديس في قاعدة بيانات الأفلام على الإنترنت